# Koornonga
Koornonga is een geslacht van haften (Ephemeroptera) uit de familie Leptophlebiidae.

## Soorten
Het geslacht Koornonga omvat de volgende soorten:
- Koornonga brunnea
- Koornonga fusca
- Koornonga inconspicua
- Koornonga parva
- Koornonga pilosa
- Koornonga simillima